# Сазонов, Василий Кондратьевич
Василий Кондратьевич Сазонов, Созонов (1789, Гомель — 17 мая 1870, Санкт-Петербург) — русский исторический живописец, представитель петербургского академизма александровской эпохи, академик Императорской Академии художеств.

## Биография
Василий Сазонов родился крепостным человеком графа Н. П. Румянцева, который, заметив в нём охоту и способность к искусству, определил его на свой счёт в ученики Императорской Академии художеств в 1804 году.
Занимаясь в Академии художеств живописью под руководством Г. Угрюмова, Сазонов показал столь быстрые успехи, что граф Румянцев отпустил его на волю.
Получив во время прохождения академического курса две серебряные медали, был удостоен в 1812 году малой золотой медали за картину «Минин призывает нижогородцев к пожертвованиям на спасение отечества». В 1813 году был награждён большой золотой медалью за исполнение программы «Изобразить верность Богу и Государю русских граждан, которые, быв расстреливаемы в Москве, в 1812 году, шли на смерть с твёрдым и благородным духом, не соглашаясь исполнить повеление Наполеоново».
Будучи выпущен из академии в 1815 году со званием художника XIV класса, Сазонов жил при ней на правах её пенсионера до 1817 года, в котором граф Румянцев дал ему средства отправиться для дальнейшего усовершенствования в чужие края.
Поселившись в Риме, Сазонов исполнил там копии с картин «Положение во гроб» Микеланджело да Караваджо и «Любовь небесная и любовь земная» Тициана.

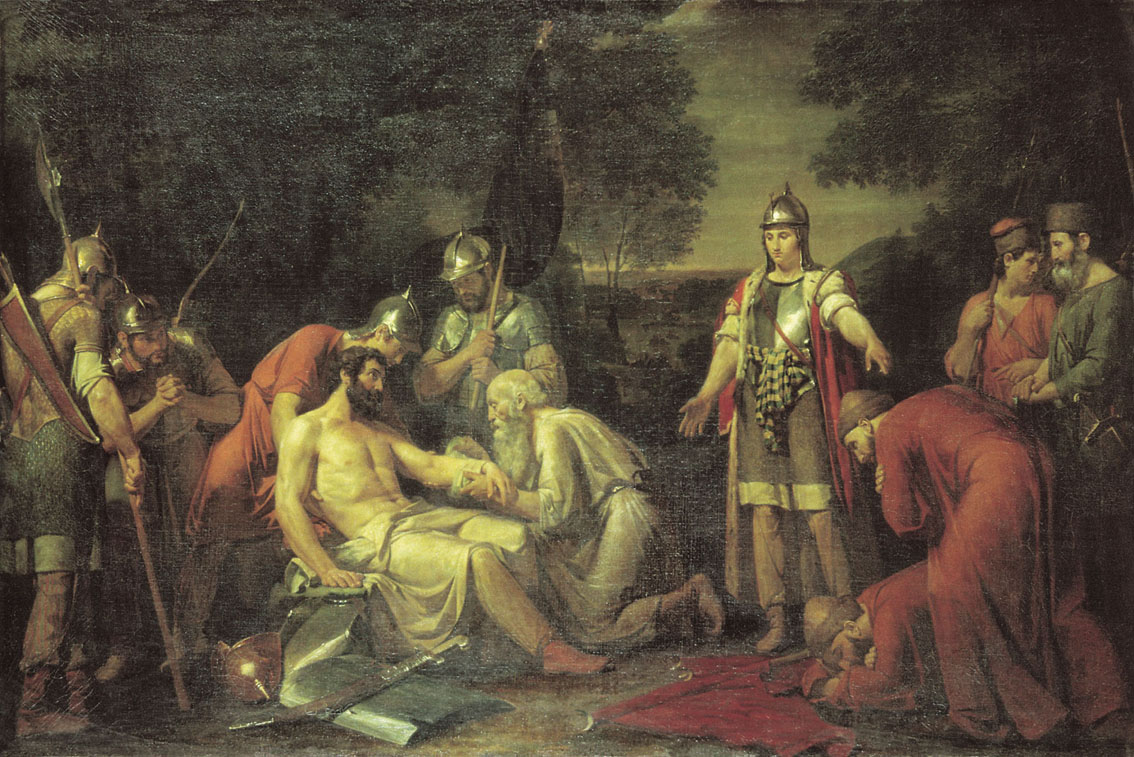
Дмитрий Донской на Куликовом поле (1824)

По возвращении своём в Санкт-Петербург он написал историческую сцену «Дмитрий Донской на Куликовом поле» и картину-портрет, изображающую графа Остермана-Толстого во время хирургической операции, произведённой над ним на поле битвы под Кульмом. Эти произведения вместе с образами, написанными Сазоновым для иконостасов Преображенского собора и церкви Таврического дворца в Санкт-Петербурге, принесли ему в 1830 году звание академика.
С той поры и до 1842 году он имел много заказов, преимущественно по части церковной живописи, по временам отрываясь от неё, чтобы писать портреты. Кроме вышеупомянутых иконостасов, им исполнены образа для Троицкой церкви, что в Измайловском полку, для Гатчинского собора, Екатерининской церкви в Царском Селе, Петропавловской в Петергофе и другие.
В иконостасе Казанского собора в Санкт-Петербурге Сазонову принадлежат шесть образов, в главном тамбуре Введенской церкви Семёновского полка — изображения Спасителя, трёх святителей и двенадцати апостолов, в церкви на Аптекарском острове — образа четырёх евангелистов. Все эти произведения свидетельствуют, что их автор не обладал большой находчивостью фантазии и не был особенно силён в рисунке, но его композиция отличается серьёзностью и обдуманностью, а колорит при всей своей условности и холодности не лишён гармонии и вкуса.

## Творчество

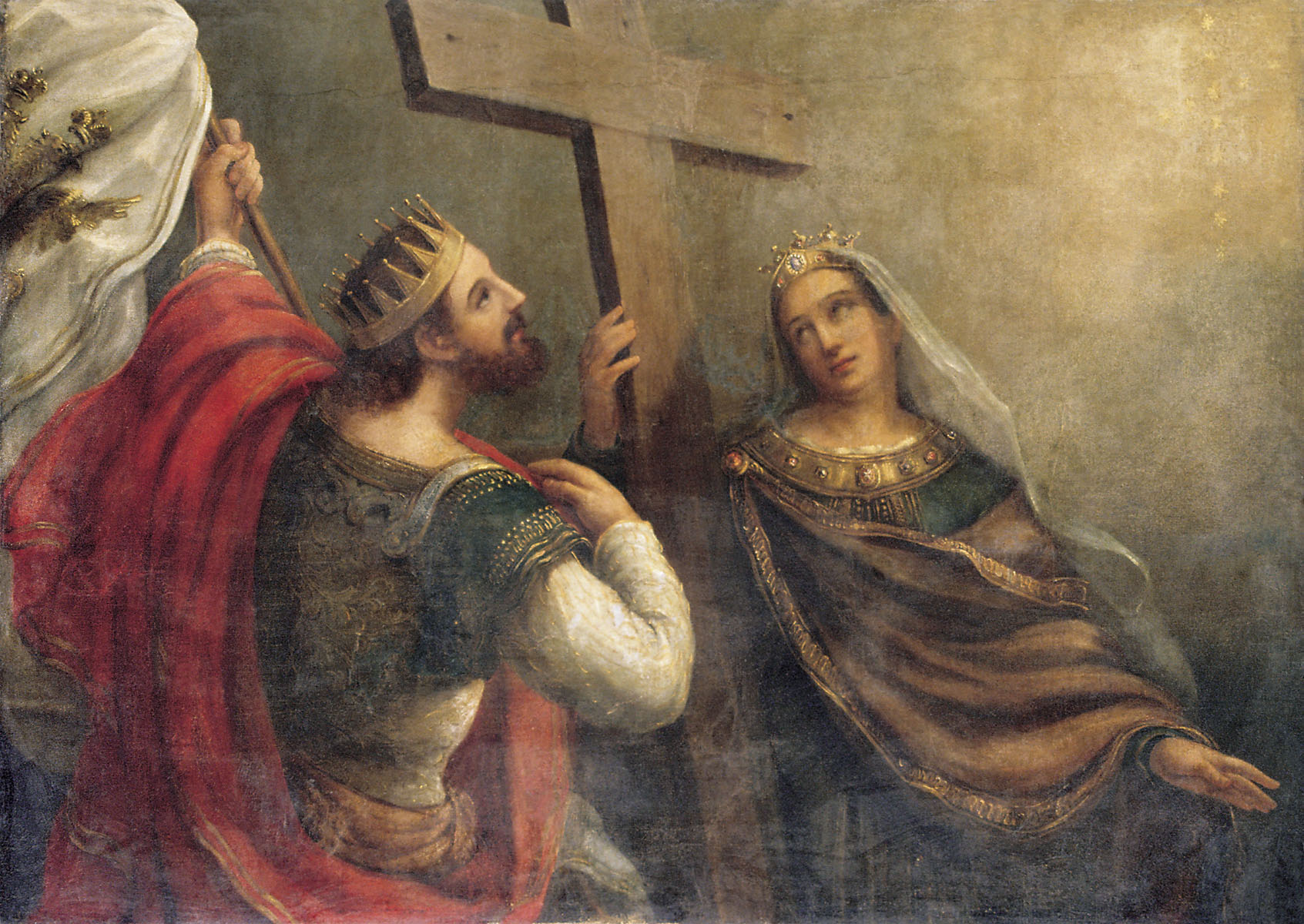
Святые Константин и Елена вокруг Животворящего Креста Господня
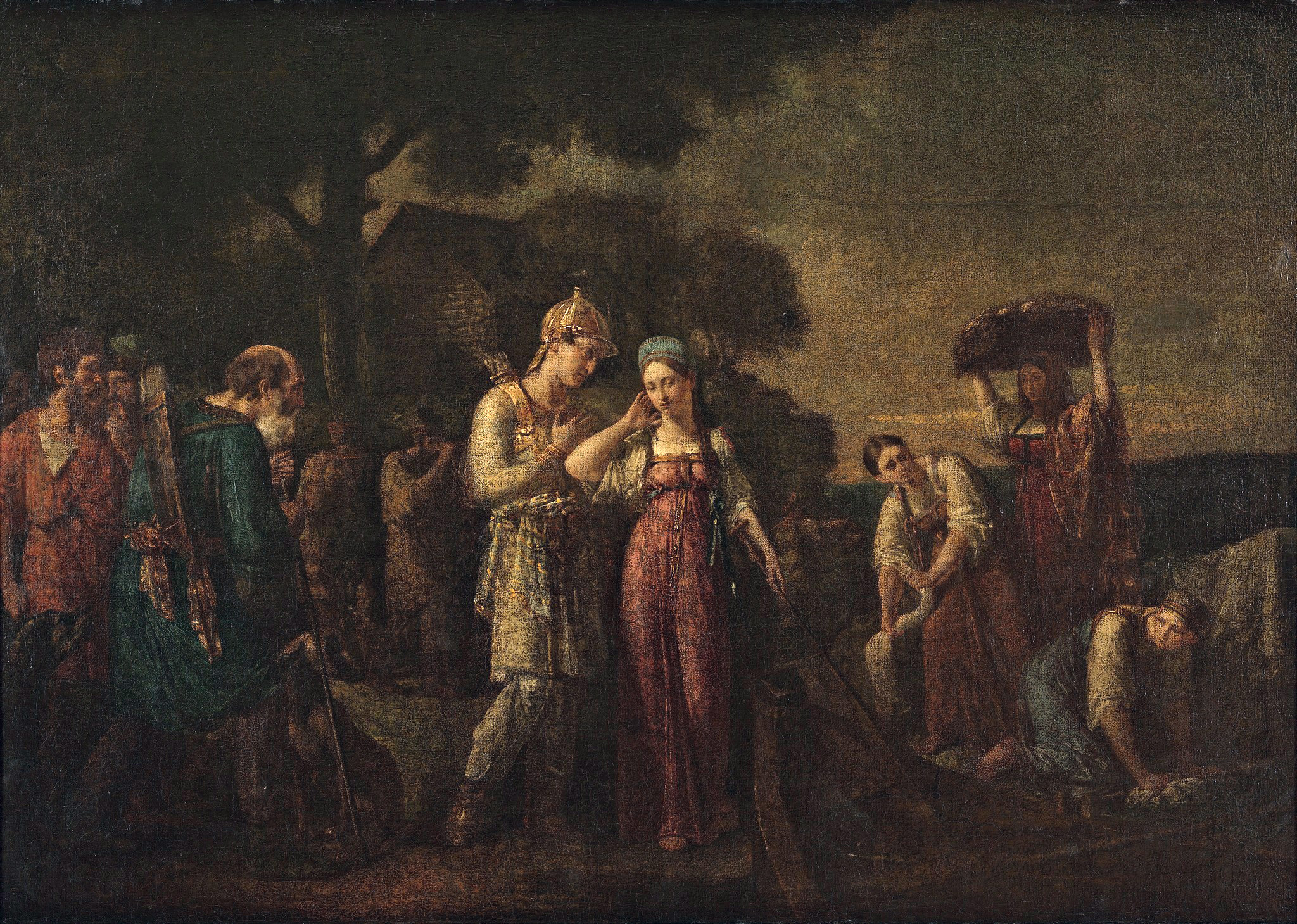
Первая встреча князя Игоря с Ольгой. Холст, масло. 92,2x132,1. Государственная Третьяковская галерея, Москва
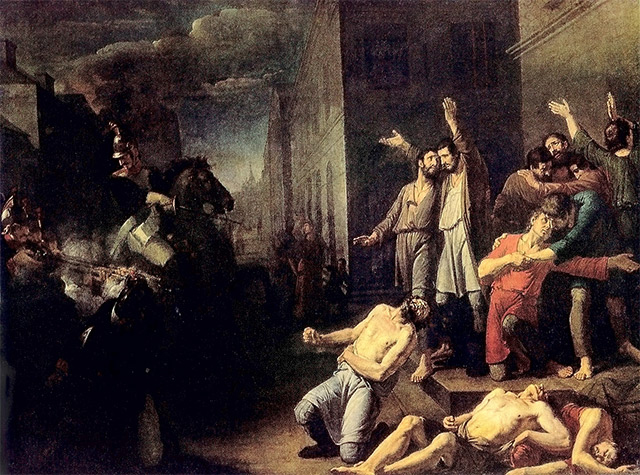
Расстрел русских патриотов